# De Krimoorlog of de vernedering van Rusland

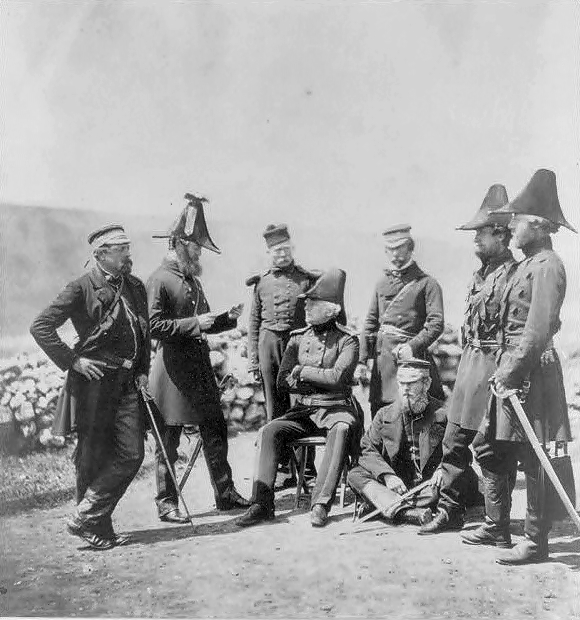
Generaal Brown en zijn staf tijdens de Krimoorlog, 1855

De Krimoorlog of de vernedering van Rusland is een historische studie van de Krimoorlog (1853-1856) door de Britse historicus Orlando Figes.

## Toelichting
Dit boek van Olando Figes schetst zeer realistisch de Krimoorlog na een gedegen studie van Turkse, Britse en Franse archieven. De auteur schetst niet alleen de aanleiding, het verloop en de gevolgen van deze oorlog maar legt ook de nadruk op de sociale en culturele aspecten van het conflict dat een grote invloed uitoefende op de 20ste-eeuwse ontwikkelingen.
Het boek geeft een gedetailleerd verslag met verhelderend kaartmateriaal van de Slag aan de Alma, de Slag bij Balaklava met de Charge van de Lichte Brigade, de Slag bij Inkerman en ten slotte het langdurige en bloedige Beleg van Sebastopol (1854-1855). Deze reeks van conflicten waarbij bijna één miljoen slachtoffers vielen komt in het boek naar voor als de voorloper van de industriële slachtpartijen van de 20ste eeuw. In het boek krijgt tsaar Nicolaas I als verdediger van het orthodoxe geloof het leeuwenaandeel van de schuld van dit drie jaar durend gewapend conflict. De auteur geeft ook mee dat deze oorlog onderliggende structurele tekorten bij de Britse legerleiding blootlegde en zijn weerslag had in de Britse politiek bij het beëindigen van het conflict: de Engelse middenklasse drukte politieke hervormingen door. Rusland leed internationaal zwaar gezichtsverlies omdat het zich in de steek gelaten voelde door het opdoeken van de Heilige Alliantie. Figes stelt dat de Krimoorlog slechts een zwakke voorafschaduwing was van de twee volgende wereldomspannende geïndustrialiseerde militaire conflicten in de 20ste eeuw, met name de Eerste en Tweede Wereldoorlog.

## Inhoud
- Strijd tussen religies
- Oosterse kwesties
- De Russische dreiging
- Het einde van de vrede in Europa
- Een schijn van oorlog
- De eerste slag voor de Turken
- De Alma
- Sebastopol in het najaar
- De generaals Januari en Februari
- Kanonnenvoer
- De val van Sebastopol
- Parijs en de nieuwe orde
- Epiloog: De Krimoorlog als mythe en als herinnering